# Cricket in Pakistan
Cricket ist in Pakistan die wichtigste Sportart. Der professionelle Cricket-Sport wird vom Pakistan Cricket Board (PCB) organisiert. Die pakistanische Nationalmannschaft ist seit dem Jahr 1952 berechtigt Test Cricket zu bestreiten. Größte Erfolge der Nationalmannschaft waren der Gewinn des Cricket World Cup 1992, der ICC World Twenty20 2009 und dem ICC Champions Trophy 2017.

## Geschichte

### Anfänge des Crickets in Pakistan und Aufstieg
Cricket wurde über die Britische Ostindien-Kompanie ins British Raj importiert und so ist seit 1850 bekannt, das in Lahore und Karachi regelmäßig Cricket gespielt wurde. Mit der Teilung Indiens 1947 wurde Pakistan eigenständig, und erhielt 1952 Test-Status. 1953/54 wurde mit der Quaid-e-Azam Trophy der erste First-Class-Wettbewerb eingerichtet, wobei zuvor pakistanische Teams in der indischen Ranji Trophy gespielt hatten. 1992 konnten sie überraschend den Cricket World Cup gewinnen. Seit 1997 gibt es auch eine Frauen-Nationalmannschaft.

### Terrorismus und dessen Folgen
Nach den Anschlägen des 11. September 2001 weigerten sich immer wieder Teams, nach Pakistan zu reisen. Als am 3. September 2009 das sri-lankische Team während des Tests in Lahore Ziel eines Anschlages wurde, hat das dazu geführt, dass kaum noch internationale Mannschaften in Pakistan spielen. Erst Ende der 2010er Jahre kam es zu zaghaften Versuchen einige Teams und nationale Meisterschaften auch wieder in Pakistan abzuhalten. Kurz nach dem Anschlag auf das sri-lankische Team konnte Pakistan 2009 die Twenty20-Weltmeisterschaft gewinnen. Im Jahr 2017 konnten sie in England im Finale gegen Indien die Champions Trophy gewinnen.

## Organisation
Der seit 1948 existierende Verband Pakistan Cricket Board organisiert in Pakistan sowohl das nationale, als auch das internationale Cricket. Er ist Vollmitglied im International Cricket Council.

## Nationales Cricket
Das vom PCB organisierte Cricket umfasst auf dem obersten Niveau folgende Wettbewerbe.

### First Class Cricket
Seit 1953 wird mit der Quaid-e-Azam Trophy der erste First-Class Wettbewerb gegründet, der sowohl durch regionale, als auch sogenannte Departements-Teams bestritten werden. Das Format des Wettbewerbes hat vielfach gewechselt, ebenso wie deren Teilnehmer. Erfolgreichstes Team ist Karachi, dass den Wettbewerb bisher 20 mal gewinnen konnte.
Ein zweiter Wettbewerb ist die President’s Trophy (früher Patron’s Trophy), die vornehmlich durch Departements'Teams bestritten wird. Der Status des seit 1960/61 ausgetragenen Wettbewerbes variierte über die Zeit.

### List A Cricket
List A-Wettbewerbe haben in der Vergangenheit in Form des One-Day Cups seit 1980/81 große Variabilität in Austragungsformen und Teilnehmern in Pakistan gehabt. Dies dreht sich vornehmlich um die Aufteilung und Teilnahme von Regional- oder Departement-Teams.

### Twenty20 Cricket
Seit 2004/05 werden innerhalb des National Twenty20 Cups ein Twenty20-Wettbewerb zwischen den Regions-Mannschaften eingerichtet. In 2016 wurde mit der Pakistan Super League (PSL) ein Franchise-basierendes Turnier, das auch Spielern aus Übersee offen steht, eingerichtet.

### Abseits der nationalen Ligen
Auf regionaler Ebene gibt es zahlreiche Cricketligen, die vornehmlich durch Clubs ausgetragen werden.

## Popularität des Crickets in Pakistan
Cricket ist für Pakistan die populärste Sportart. Es hat, wie in vielen Staaten Südasiens, eine enge Verbindung zur kulturellen und politischen Entwicklung des Landes in den letzten Jahrzehnten.
Mit der Gründung der PSL hat der nationale Verband PCB große Einnahmen verbucht. Ihr Marktwert beträgt mehrere hundert Millionen US-Dollar. Spitzenspieler Pakistans können in vielen Ligen der Welt hohe Summen als Spieler und Werbefiguren verdienen.